# 基謝廖夫斯克
基謝廖夫斯克 （Киселёвск）是俄羅斯克麥羅沃州庫茲巴斯地區的一個城市。2002年人口106,341人。
54°0′0″N 86°39′0″E / 54.00000°N 86.65000°E